# کنرت
کنرت (به آلمانی: Kehnert) یک منطقهٔ مسکونی در آلمان است که در تانگرهوته واقع شده‌است. کنرت ۳۷۱ نفر جمعیت دارد.